# Navegador móvil

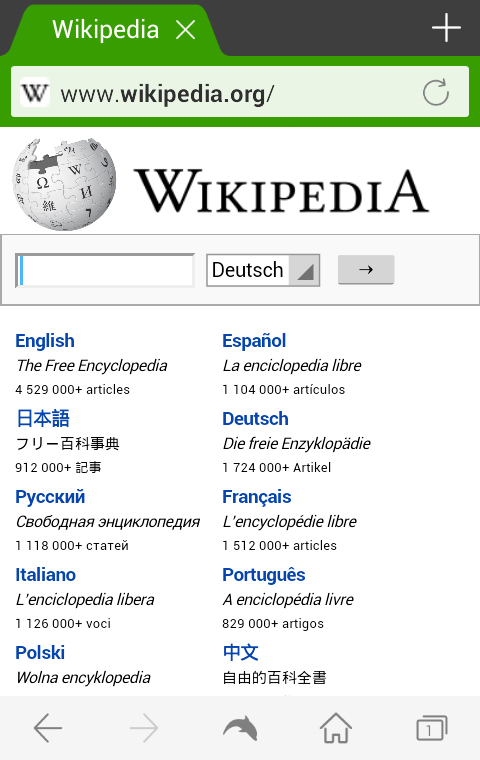
Dolphin Browser es un micronavegador web para teléfono inteligente con Android o iOS

Un navegador móvil (del inglés mobile browser) o micronavegador es un navegador web diseñado para el uso en dispositivos móviles y de reducidas dimensiones, como PDAs, teléfonos móviles, teléfonos inteligentes o tabletas. Los micronavegadores están optimizados para mostrar contenido de Internet en pantallas reducidas, y utilizan tamaños de archivo reducidos para ser instalados en dispositivos con memorias de baja capacidad.
El micronavegador se conecta generalmente a través de redes de telefonía móvil y muestra contenido escrito en XHTML (WAP 2.0), o WML (que evolucionó del HDML). WML y HDML son de formato reducido e ideales para la transmisión con ancho de banda limitado. En Japón, DoCoMo definió el servicio del i-mode basado en el i-mode HTML, que es una extensión de HTML compacto (C-HTML), un subconjunto simple de HTML. WAP 2.0 que especifica un perfil móvil de XHTML más WAP CSS(XHTML Mobile Profile plus WAP CSS), subconjuntos del norma W3C, XHTML, y CSS con extensiones menor de móviles. 
Los micronavegadores más recientes pueden manejar HTML, WML, i-mode HTML, cHTML, plus CSS, ECMAScript, y los plug-ins tales como Adobe Flash. Las tecnologías como WAP, plataforma del i-mode de NTTDocomo y plataforma de HDML de Openwave han iniciado la primera avanzada en servicios inalámbricos de datos.

## Micronavegadores en teléfonos celulares, teléfonos inteligentes, tabletas y videoconsolas portátiles
- Safari para iOS de Apple.
- Navegador web para Android de Google.
- NetFront de Access Co. Ltd. (Japón).
- Nokia Series 40 Browser y Nokia Series 60 Browser, de Nokia.
- Obigo de Obigo AB (Suecia), de Teleca Systems AB (antes AU Systems)
- Openwave (Redwood, CA) (antes Phone.com, formalmente Unwired Planet).
- Opera de Opera Software ASA (Noruega).
- Internet Explorer Mobile de Microsoft.
- Navegador web de la PlayStation Vita, de Sony.
- Navegador web de Samsung Galaxy Tab.
- Navegador web de la New Nintendo 3DS, de Nintendo.

## Instalables por el usuario
- Google Chrome
- Opera Mobile/Opera Mini
- Firefox Móvil
- UC Browser
- Dolphin Browser
- Microsoft Edge
- CM Browser
- Yandex Browser
- Via Browser
- Maxthon
- Ghostery
- Flynx
- Puffin Browser
- TeaShark
- Skyfire
- Andromeda
- Bluelark Bluelark compró por Handspring Inc.
- Doris de Anygraaf Oy (Vantaa, Finland)
- NicheView de Interniche Technologies Inc.
- Minimo de Mozilla Foundation.
- Palm™ Web Browser Pro de PalmOne, Inc. (Milpitas, CA)
- Picsel de Picsel Technologies Ltd. (Glasgow, Scotland)
- Pixo de Sun Microsystems (Pixo acquired by Sun July 2003)
- RocketBrowser Rocket Mobile, Inc. (Silicon Valley, CA).
- SAS
- Skweezer de Greenlight Wireless Corporation
- Thunderhawk de Bitstream Inc. (Cambridge, MA)
- Wapaka
- WebViewer de Reqwireless
- Novarra

## Transcodificadores HTML móviles
Los transcodificadores (transcoders) móviles formatean y comprimen el contenido web para dispositivos móviles y deben utilizarse conjuntamente con los micronavegadores. Algunos servicios de transcodificación para móviles son:
- Google - Parte del Web Toolkit de Google
- Yahoo OneSearch
- PhoneFavs
- Mowser Archivado el 22 de septiembre de 2017 en Wayback Machine.
- Skweezer
- Famelab
- Bomjpacket - Un navegador móvil de código abierto
- Ayfollowerslikes
- Mobleo - Una herramienta de transcodificación y favoritos móviles.